# Euxoa signata
Euxoa signata är en fjärilsart som beskrevs av Otto Staudinger 1899. Euxoa signata ingår i släktet Euxoa och familjen nattflyn. Inga underarter finns listade i Catalogue of Life.